# Weekend on the Rocks
Weekend on the Rocks è il settimo album dal vivo della Dave Matthews Band pubblicato il 29 novembre 2005 che contiene le performance del concerto estivo al Red Rocks Amphiteatre di Morrison, Colorado, tra il 9 e 12 settembre 2005, ed è disponibile nella versione Highlights (2-CD/1 DVD) ed in quella completa (8-CD/1 DVD).
I CD della versione Highlights contengono brani rari come Don't Burn the Pig e Halloween, una cover degli Zombies, ovvero Time of the Season, e una versione estesa di Bartender. Il DVD include fra l'altro So Much to Say, Stand Up (For It), Recently e Louisiana Bayou con Robert Randolph al pedal steel.

## Tracce

### CD 1
1. The Stone
2. American Baby
3. Time of the Season
4. Say Goodbye
5. #34
6. Steady as We Go
7. Hunger for the Great Light
8. Bartender

### CD 2
1. Don't Burn the Pig
2. You Never Know
3. Stand Up (For It)
4. #41
5. Stolen Away On 55th and 3rd
6. Smooth Rider
7. Halloween
8. Louisiana Bayou
9. Everyday

### DVD
1. Stand Up (For It)
2. Time of the Season
3. Dreamgirl
4. Everybody Wake Up (Our Finest Hour Arrives)
5. Crash Into Me
6. So Much to Say
7. Too Much
8. Louisiana Bayou

#### Tracce bonus
1. Recently
2. Jimi Thing